# Cinnamomum propinquum

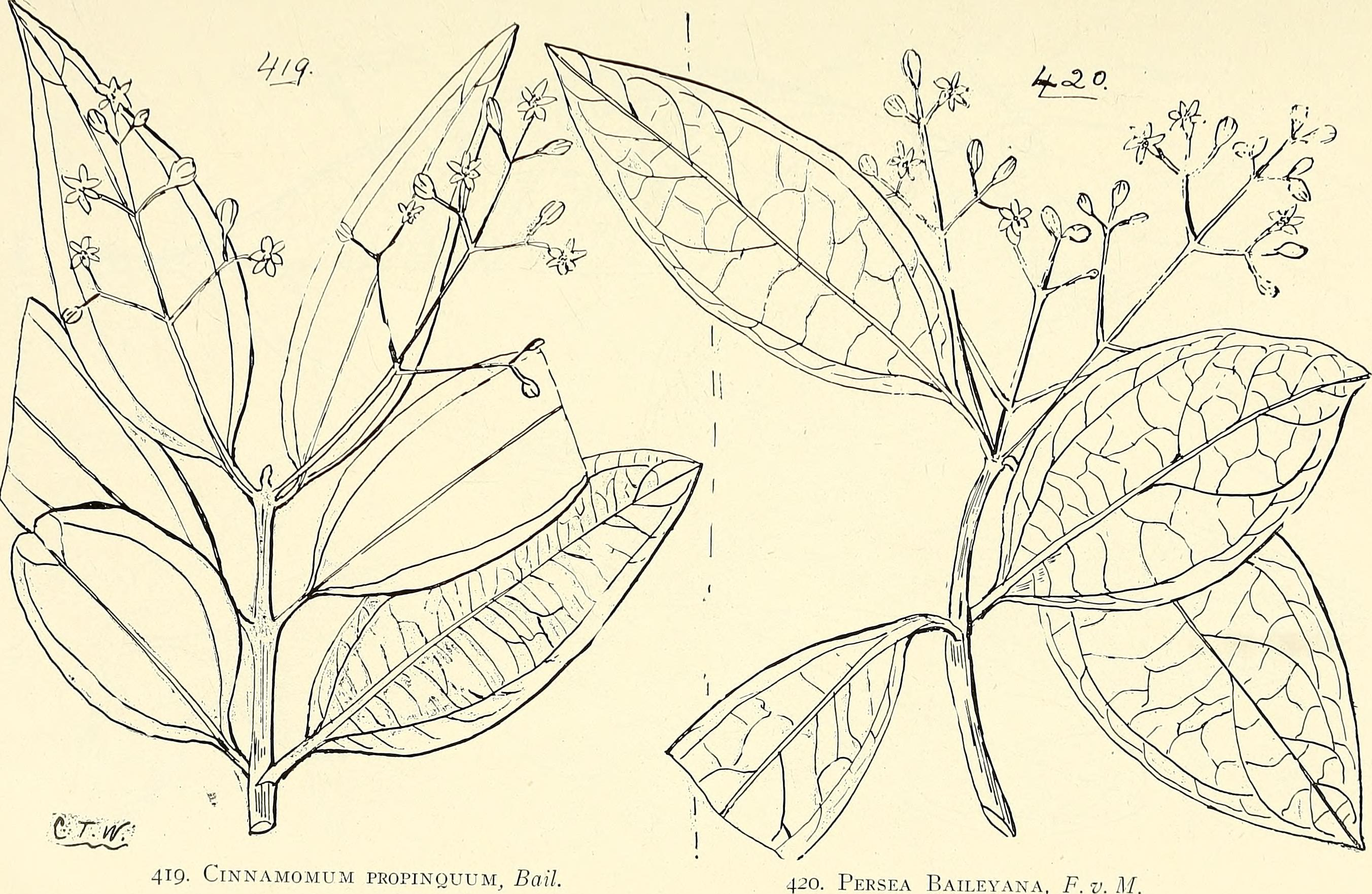
Cinnamomum propinquum.

Cinnamomum propinquum är en lagerväxtart som beskrevs av Jacob Whitman Bailey. Cinnamomum propinquum ingår i släktet Cinnamomum och familjen lagerväxter. Inga underarter finns listade i Catalogue of Life.